# Astrobunus dinaricus
Astrobunus dinaricus is een hooiwagen uit de familie van de Sclerosomatidae. De wetenschappelijke naam van Astrobunus dinaricus gaat terug op Carl Frederick Roewer.